# Stenalcidia pergriseata
Stenalcidia pergriseata là một loài bướm đêm trong họ Geometridae.